# Коршун, Николай Герасимович
Николай Герасимович Коршун (1904—?) — советский военачальник, подполковник (31 октября 1951).

## Биография
Родился 11 октября 1904 года в Санкт-Петербурге.
С 1919 по 1926 годы работал в сельскохозяйственной коммуне «Мешково» Кузьминской волости Вышневолоцкого уезда Тверской губернии (с октября 1923 года — совхоз «Котлован»). В июне 1926 года Николай переехал в Ленинград и работал в Петроградском районном совете кочегаром, затем в райкоммуналотделе, управляющим делами райжилотдела, заместителем заведующего райжилотделом. В 1934 году окончил двухгодичный курс Высших курсов коммунального и жилищного хозяйства Ленсовета и в августе этого же года был назначен заведующим земельно-геодезического отдела Петроградского райсовета, а после его ликвидации, в мае 1936 года, переведен заведующим райжилотделом Петроградского района. С декабря 1937 года был начальником 1-го жилищного управления Петроградского района Ленинграда.
26 августа 1938 года Н. Г. Коршун был призван в РККА и назначен начальником 1-й части Петроградского районного военкомата. С апреля 1940 года исполнял должность военного комиссара Петроградского района. Участник Великой Отечественной войны с самого её начала. С 29 июня 1941 года интендант 3-го ранга Н. Г. Коршун в должности райвоенкома формировал на территории Петроградского района и временно командовал Петроградской стрелковой дивизией народного ополчения. С приходом 8 июля назначенного командира — полковника В. П. Котельникова, Коршун вновь приступил к исполнению прямых обязанностей райвоенкома. С 20 января 1942 года состоял в резерве отдела кадров Ленинградского фронта, в марте был назначен военным комиссаром Лодейно-польского райвоенкомата Ленинградской области. С января по сентябрь 1943 года проходил подготовку на стрелково-пулемётных курсах Ленинградского фронта, по окончании которых ему было присвоено воинское звание старший лейтенант и он состоял в резерве при 38-м отдельном полку резерва офицерского состава Ленинградского фронта. 4 июня 1944 года Н. Г. Коршун был назначен военным комиссаром Порховского райвоенкомата Псковской области и в этой должности находился до конца войны.
После окончания войны, с мая 1947 года, капитан Николай Герасимович  Коршун исполнял должность начальника 1-й части Володарского, а с марта 1949 года — Невского райвоенкоматов Ленинграда. С октября 1950 года был начальником секретариата командующего войсками Ленинградского военного округа. С февраля 1953 года подполковник Коршун служил в Квартирно-эксплуатационном управлении Ленинградского военного округа в должностях старшего офицера разных отделов. С 31 января 1961 года исполнял должность старшего офицера — заместителя начальника 1-го отдела Квартирно-эксплуатационного управления Ленинградского военного округа.
13 апреля 1964 года был уволен в запас. Данные о дальнейшей жизни отсутствуют.

## Награды
- Награждён двумя орденами Красной Звезды и медалями.